# بییانوئبا د آرگانیو
بییانوئبا د آرگانیو (به اسپانیایی: Villanueva de Argaño) یک شهرستان در اسپانیا است که در استان بورگس واقع شده‌است.

## خصوصیات
بییانوئبا د آرگانیو ۷ کیلومترمربع مساحت و ۱۲۶ نفر جمعیت دارد.